# Knorringia
Knorringia, rod trajnica iz porodice dvornikovki (Polygonaceae). Na popisu su jedna ili dvije vrste, raširene po Aziji. 

## Vrste
1. Knorringia sibirica (Laxm.) Tzvelev; tri podvrste.
2. Knorringia pamirica (Korsh.) Tzvelev; možda sinonim za Knorringia sibirica subsp. thomsonii (Meisn.) S.P.Hong

## Sinonimi
- Polygonum sect. Knorringia Czukav., Novosti Sist. Vyssh. Rast. 1966: 93 (1966). Bazionim
- Aconogonon sect. Knorringia (Czukav.) Soják, Preslia 46(2): 151 (1974).